# Bouquelon

Bouquelon este o comună în departamentul Eure, Franța. În 1 ianuarie 2022 avea o populație de 489 de locuitori.